# Seznam evroposlancev iz Združenega kraljestva (1973–1979)
Seznam evroposlancev iz Združenega kraljestva' v mandatu 1973-1979.

## Seznam
| Ime                             | Stranka                        | Datumi                                                         |
| A                               |                                |                                                                |
| Lord Ardwick                    | Delavska stranka               | 3. julij 1975 – 1979                                           |
| B                               |                                |                                                                |
| Guy Barnett                     | Delavska stranka               | 1. julij 1975 – 24. maj 1976                                   |
| Sir Tufton Beamish              | Konzervativna stranka          | 1. januar 1973 – 24. julij 1974                                |
| Earl of Bessborough             | Konzervativna stranka          | 1. januar 1973 – 1979                                          |
| Lord Bethell                    | Konzervativna stranka          | 10. marec 1975 – 1979                                          |
| Betty Boothroyd                 | Delavska stranka               | 1. julij 1975 – 1. marec 1977                                  |
| Lord Brecon                     | Konzervativna stranka          | 1. januar 1973 – 24. oktober 1973                              |
| John Brewis                     | Konzervativna stranka          | 1. januar 1973 – 28. februar 1975                              |
| Lord Brimelow                   | Delavska stranka               | 28. februar 1977 – 30. junij 1978                              |
| Ronald Brown                    | Delavska stranka               | 1. marec 1977 – 1979                                           |
| Lord Bruce of Donington         | Delavska stranka               | 3. julij 1975 – 1979                                           |
| C                               |                                |                                                                |
| Lord Castle                     | Delavska stranka               | 3. julij 1975 – 1979                                           |
| John Corrie                     | Konzervativna stranka          | 28. februar 1975 – 18. december 1975; 1. marec 1977 – 1979     |
| George Cunningham               | Delavska stranka               | 13. marec 1978 – 1979                                          |
| D                               |                                |                                                                |
| Tam Dalyell                     | Delavska stranka               | 1. julij 1975 – 1979                                           |
| Sir Geoffrey de Freitas         | Delavska stranka               | 1. julij 1975 – 1979                                           |
| Sir Douglas Dodds-Parker        | Konzervativna stranka          | 1. januar 1973 – 28. februar 1975                              |
| Gwyneth Dunwoody                | Delavska stranka               | 1. julij 1975 – 1979                                           |
| Hugh Dykes                      | Konzervativna stranka          | 24. julij 1974 – 1. marec 1977                                 |
| E                               |                                |                                                                |
| Robert Edwards                  | Delavska stranka               | 1. marec 1977 – 1979                                           |
| Baroness Elles                  | Konzervativna stranka          | 1. januar 1973 – 3. julij 1975                                 |
| Tom Ellis                       | Delavska stranka               | 1. julij 1975 – 1979                                           |
| John Evans                      | Delavska stranka               | 1. julij 1975 – 13. marec[ 1978                                |
| Winnie Ewing                    | SNP                            | 7. julij 1975 – 1979                                           |
| F                               |                                |                                                                |
| Peggy Fenner                    | Konzervativna stranka          | 24. julij 1974 – 28. februar 1975                              |
| Baroness Fisher of Rednal       | Delavska stranka               | 3. julij 1975 – 1979                                           |
| Alan Fitch                      | Delavska stranka               | 13. marec 1978 – 1979                                          |
| Alex Fletcher                   | Konzervativna stranka          | 18. december 1975 – 1. marec 1977                              |
| Charles Fletcher-Cooke          | Konzervativna stranka          | 1. marec 1977 – 1979                                           |
| G                               |                                |                                                                |
| Lord Gladwyn                    | Liberal                        | 1. januar 1973 – 3. julij 1975; July 8, 1975 – October 1, 1976 |
| Lord Gordon-Walker              | Delavska stranka               | 3. julij 1975 – 20. oktober 1976                               |
| H                               |                                |                                                                |
| Willie Hamilton                 | Delavska stranka               | 1. julij 1975 – 1979                                           |
| James Hill                      | Konzervativna stranka          | 1. januar 1973 – 28. februar 1975                              |
| John Hill                       | Konzervativna stranka          | 1. januar 1973 – 24. julij 1974                                |
| Ralph Howell                    | Konzervativna stranka          | 24. julij 1974 – 1979                                          |
| Mark Hughes                     | Delavska stranka               | 1. julij 1975 – 1979                                           |
| J                               |                                |                                                                |
| Russell Johnston                | Liberal                        | 1. januar 1973 – July 7, 1975; October 1, 1976 – 1979          |
| K                               |                                |                                                                |
| Elaine Kellett-Bowman           | Konzervativna stranka          | 28. februar 1975 – 1979                                        |
| Lord Kennet                     | Delavska stranka               | 28. februar 1978 – 1979                                        |
| Peter Kirk                      | Konzervativna stranka          | 1. januar 1973 – 17. april 1977                                |
| L                               |                                |                                                                |
| Marquess of Lothian             | Konzervativna stranka          | 24. oktober 1973 – 3. julij 1975                               |
| M                               |                                |                                                                |
| Earl of Mansfield and Mansfield | Konzervativna stranka          | 1. januar 1973 – 10. marec 1975                                |
| Bob Mitchell                    | Delavska stranka               | 1. julij 1975 – 1979                                           |
| William Molloy                  | Delavska stranka               | 24. maj 1976 – 1. marec 1977                                   |
| Lord Murray of Gravesend        | Delavska stranka               | 20. oktober 1976 – 28. februar 1978; June 30, 1978 – 1979      |
| N                               |                                |                                                                |
| Tom Normanton                   | Konzervativna stranka          | 1. januar 1973 – 1979                                          |
| O                               |                                |                                                                |
| Lord O'Hagan                    | Cross-bencher                  | 1. januar 1973 – 3. julij 1975                                 |
| John Osborn                     | Konzervativna stranka          | 28. februar 1975 – 1979                                        |
| P                               |                                |                                                                |
| John Peel                       | Konzervativna stranka          | 1. januar 1973 – 24. julij 1974                                |
| Rafton Pounder                  | Ulsterška unionistična stranka | 1. januar 1973 – 24. julij 1974                                |
| John Prescott                   | Delavska stranka               | 1. julij 1975 – 1979                                           |
| Christopher Price               | Delavska stranka               | 1. marec 1977 – 13. marec 1978                                 |
| R                               |                                |                                                                |
| Lord Reay                       | Konzervativna stranka          | 1. januar 1973 – 1979                                          |
| Sir Brandon Rhys Williams, Bt.  | Konzervativna stranka          | 1. januar 1973 – 1979                                          |
| Geoffrey Rippon                 | Konzervativna stranka          | 6. maj 1977 – 1979                                             |
| S                               |                                |                                                                |
| Lord St Oswald                  | Konzervativna stranka          | 1. januar 1973 – 1979                                          |
| James Scott-Hopkins             | Konzervativna stranka          | 1. januar 1973 – 1979                                          |
| Michael Shaw                    | Konzervativna stranka          | 24. julij 1974 – 1979                                          |
| James Spicer                    | Konzervativna stranka          | 28. februar 1975 – 1979                                        |
| Michael Stewart                 | Delavska stranka               | 1. julij 1975 – 19. november 1976                              |
| T                               |                                |                                                                |
| Dick Taverne                    | Democratic Labour              | 4. april 1973 – 10. oktober 1974                               |
| Frank Tomney                    | Delavska stranka               | 19. november 1976 – 1. marec 1977                              |
| W                               |                                |                                                                |
| Sir Derek Walker-Smith          | Konzervativna stranka          | 1. januar 1973 – 1979                                          |
| Lord Walston                    | Delavska stranka               | 3. julij 1975 – 28. februar 1977                               |